# Super Mario World
A Super Mario World (Japánban Super Mario Bros. 4: Super Mario World) egy Super Nintendo Entertainment System-re (SNES) megjelent platformjáték, a konzol nyitókínálatának egyik játéka volt. Eredetileg Amerikában és Európában is hozzá akarták adni a Super Mario Bros. 4 nevet, de inkább rövidített címmel jelentették meg. Ez a játék a Super Mario Bros. 3 folytatásaként jelent meg, és mivel méltó volt rá, hatalmas sikerre tett szert. Itt debütált sokak kedvenc Nintendo karaktere, Yoshi.
A játék egy- és többjátékos módban is játszható, többjátékos módban az első játékos Mario, a második játékos Luigi karakterét irányíthatja.
A játék célja Princess Peach kiszabadítása Bowser, a Koopa-király fogságából, és Dinosaur Land békéjének helyreállítása.

## Történet
A Super Mario Bros. 3 történései után Mario, Luigi és Peach Hercegnő vakációra készültek, hogy megünnepeljék a sikeres kalandjukat. Ennek alkalmából a Dinoszauruszok világába utaznak. Amikor leszállnak a léghajójukkal, Mario és Luigi (ejtsd: márió luidzsi) egy tollat találnak, mely hasonló képességgel ruházza fel őket, mint a Mario 3-ban megismert levél. Örömükben körbe-körbe repülnek a környéken, így Bowser (ejtsd: bouzer) észreveszi őket. Ő ugyanis most itt garázdálkodik, csapdába ejtette a Yoshi (ejtsd: josi) tojásokat, és ha már ott van Peach Hercegnő, akkor őt is elrabolja. Mario és Luigi a Yoshik és delfinek segítségével útra kelnek, és megmentik a Hercegnőt. (A történet csak a Super Mario Advance 2 elején látható)

## Játékmenet
A játék hosszabb a Super Mario Bros. 3-nál, így tartalmas szórakozást nyújt. Sokan félreértették a dobozon olvasható "96 level"-t, (azaz: 96 pálya) ezáltal sokan azt hitték, hogy 96 pálya van a játékban, de egy pályának több titkos kijárata is van, és a 96 level arra utal, hogy 96 kijárat van. Amikor elkezdjük a játékot, három mentési lehetőségünk van. A szám azt mutatja, hogy hány kijáratot nyitottunk meg. A játékban hét világ van, mindegyikben egy Koopa kölyök garázdálkodik. Ha legyőztük a hetedik világ főellenségét Larry Koopát, akkor azonnal a nagy kastélyba kerülünk, ahol Bowser vár ránk. A feladat itt is ugyanaz, ellenségeket legyőzve végig kell menni a pályákon. Sok korábbi Mario játékokból megismert tárgy segíti utunkat, újdonság a pályán a képernyő tetején látható négyzet. Több tárgyat is felvehetünk,(pl. gomba, toll, tűzvirág, stb) és amiben voltunk, az abban a négyzetben elraktározódik. A pálya végén egy nagy oszlop van, ahol egy kisebb rúd mozog fel és alá. Bár nem kötelező elérni, de ha megugorjuk, akkor extra pontokat kapunk. Minél magasabban kapjuk el, annál több pontot kapunk a legmagasabb résznél 50 pont jár, és akkor még három életet kapunk ajándékba. Ha összegyűjtünk 100 pontot, akkor egy bónusz játékot játszhatunk, ahol akár 9 életet is kaphatsz. Minden világ utolsó pályáján egy kastélyt találunk, ahol ha legyőzzük a Koopa gyereket, megmentünk egy Yoshi tojást, és Mario lerombolja a kastélyt. A játék legvégén pedig Bowserrel küzdünk meg, aki a Koopa Clown Car-ban ül, (ejtsd: kúpa kloun kár) Mechakoopákat dob ránk, (ejtsd: mekákúpá) azokat kell elkapni, és megdobni vele Bowsert.
A játékot multiplayer módban is játszhatjuk. Akárcsak a Mario 3-ban, itt is egymás után játszunk. Együtt megyünk a térképen, de pontokat, és életeket itt is külön gyűjtünk. Érdekesség, hogy át lehet adni egymásnak életet. A térképen a START-Gombot kell megnyomni, és L- vagy R-Gombbal adhatunk egymásnak életet. Ha az egyik játékos elveszti az összes életet, akkor a másik játékosnak alapból lehetősége van életet adni a társának, vagy ha nem ad át, a másik játékos kiesik a játékból.
A játék bár ment, de csak a legutóbbi állásunkat menti el, a pontszám lenullázódik, és az életünk száma visszavált 5 életre.

## Irányítás
Control Pad: Mario mozgatása.
B-Gomb: Ugrás
A-Gomb: Pörgő ugrás
X / Y-Gomb: Gyorsulás, támadás
L / R-Gomb: Kamera balra, jobbra léptetése, valamint lerombolt kastélyokba belépés
START-Gomb: A játék szüneteltetése
SELECT-Gomb: Tárgy használata, visszatérni a térképre (ha szünetelve van a játék)

## Tárgyak
Super Gomba: Hősünk felveszi és Super Marióvá változik, így téglákat tud széttörni. 1000 pontot ér
Tűzvirág: Ha Mario felveszi, Tűz Marióvá változik, és messziről meg tudja lőni az ellenfeleket. 1000 pontot ér.
Köpenytoll: Ha Mario felveszi, egy köpenyt kap, amivel magasra tud repülni. 1000 pontot ér.
P-balloon: Ha Mario felveszi, felfújódik, mint egy léggömb, és képes lebegni a levegőben.
Superstar: Ha Mario felveszi, akkor sérthetetlenné válik egy rövid időre, és letarol minden útjában lévő ellenséget vele. Érdekesség, hogy az ellenségek letarolásáért nem fix pontot kapunk, hanem az növekszik, és ha elérjük a 8000 pontot, utána életet kapunk.
1-Up Gomba: Ha felvesszük egy extra élet a jutalmunk.
3-Up Hold: Nagyon ritka, csak rejtett helyen van. Ha felvesszük, három életet kapunk.
Érem: Ha százat összegyűjtünk belőle, egy élet a jutalmunk. 10 pontot ér egy darab.
Yoshi érem: Szinte mindegyik pályán megtalálható. Öt darabot kell összegyűjteni belőle egy pályán, és egy élet a jutalmunk.
Kulcs és kulcslyuk: Ha találunk egy kulcsot, és belehelyezzük a kulcslyukba, egy rejtett pályára jutunk el.
P-Kapcsoló: Két színben van: Kék és szürke. A kék a téglákat változtatja érmékké és vica versa, míg a szürke olyan ellenségeket változtat át szürke érmékké, mint például a Spiny. Csak rövid ideig tart.
? labda: Csak a Sunken Ghost Ship pályán találjuk meg, ezzel nyílik meg a nagy Bowser szobor szája a terngerben, mellyel továbbmenetünk a 7. világba.

## A hét világ
Yoshi's Island - Egy kis sziget a Dinoszauruszok földjének dél-nyugati részén található. Tengerpart veszi körül, a kis szigeten belül is sok kis tó van. Itt találjuk a sárga kapcsolót, melyet ha aktiválunk, sárga felkiáltójel-négyzetek jelennek meg, melyekben Super Gombákat találunk. Ezt a kis szigetet Iggy Koopa (ígi kúpa) vette uralma alá.
Donut Plains - Ez a síkság már jóval nagyobb területen helyezkedik el, és a közepén egy nagy tó található. Ebben a világban van a zöld kapcsoló, mely által zöld felkiáltójel-négyzeten jelennek meg, melyekben Köpenytollat találunk, emellett itt találjuk meg a "Top Secret Area" pályát, mely a leghasznosabb, hiszen itt teljes erővel tölthetjük fel magunkat. Ebben a világban Morton Koopa Jr. garázdálkodik. (morton kúpa dzsunior)
Vanilla Dome - Ha végeztünk a második világgal, egy bánya bejárata nyílik meg. Ebben a világban föld alatti pályákat találunk, és itt tudjuk aktiválni a piros kapcsolót, mely láthatóvá teszi a piros felkiáltójel-négyzeteket. Ezekben nem rejlik semmi, de hosszú szakadékokon jelenik meg elsősorban, így megkönnyíti a továbbjutást. Ezt a világot Lemmy Koopa támadta meg. (lemmi kúpa)
Twin Bridges - Ha kijutunk a bányából két híd jelenik meg. Csak az egyiken kell két pályát teljesíteni, hogy eljussunk Ludwig Von. Koopához, aki elfoglalta ezt a kis vidéket. A felső hidat csak akkor tudjuk elérni, ha a titkos pályán megyünk végig a Vanilla Dome-on.
Forest of Illusion - Elérkeztünk a Dinoszauruszok földjének keleti részéhez, ahol egy erdőbe kerülünk. Nagyon kell vigyázni, merre megyünk, mert könnyű eltévedni, és utána nagyon nehéz kijutni. Itt találjuk a kék kapcsolót, mely aktiválja a kék felkiáltójel-négyzeteket. Ezek szintén üresek, de segítenek a továbbjutásban. Az erdőbe Roy Koopa tört be. (roj kúpa)
Chocolate Island - Ez a hatalmas ízletes sziget még több veszély rejt magában. Több pályának nemcsak titkos kijárata van, hanem csak akkor juthatunk tovább, ha bizonyos mennyiségű érmét összegyűjtöttünk, vagy megöltük a pályán levő összes ellenséget. Ezt a szigetet Wendy O. Koopa hódította meg. (vendi kúpa)
Valley of Bowser - Ez egy külön kis völgy, amit Bowser hozott magával. Itt rejtőzik Larry Koopával. Ez lényegében a Koopák föld alatti vidéke sziklákkal megspékelve. Ha itt megöltük Larry Koopát, utána bemehetünk a nagy Kastélyba megharcolni Bowserrel, és megmenthetjük Peach Hercegnőt.
A hét világon kívül még két rejtett világ van, melyek egy másik dimenzióban találhatók meg, így csak titkos pályák által lehet elérni.
Star World - Az égben levő kis sziget, öt pálya van. Mindegyikben különböző színű Yoshikat találunk (elsőben sárga, másodikban kék, harmadikban sárga, negyedikben piros és az ötödikben sárga) baby formájukban, de ha megetetjük öt ellenséggel őket, Yoshivá nőnek.
Special World - A másik titkos hely a játékban, ahova akkor jutunk el, ha a Star World 5. pályájában megtaláljuk a titkos kijáratot. Itt találjuk a játék utolsó 8 pályáját, melyeket ha teljesítjük, teljesen új köntösben jelenik meg a Dinoszauruszok földje. A 2. pálya, a Tubular minden idők egyik legnehezebb pályája, mivel nagyon sok ellenség van a pályán, és talajból nincs sok.
Változások a Special World teljesítése után
- Bizonyos tájak színe megváltozik.
- A Koopák leveszik a páncéljukat a hátukról, és maszkot vesznek a fejükre.
- A Piranha növények Töknövényekké változnak.
- A Beanstalkok is tökké változnak.

## Karakterek
Mario és Luigi a játszható karakterek. Kétjátékos módban egymás után játszanak, ha valaki teljesít egy pályát, vagy meghal, a másik játékos következik.

## Különböző színű Yoshik
A játékban négy színű Yoshival találkozunk, legtöbbször zöld színűvel, mert a többiek csak a Star World-ben élnek.
- Zöld Yoshi: Vele találkozunk először. Elsősorban lovagolhatunk rajta, de megeszi az utunkban álló ellenségek döntő többségét. Különböző színű Koopa Troopáktól különböző képességet örököl. A kék Koopától repülni tud, a sárgával földrengést csinál, míg a piros segítségével tűzlabdát dob ki, amikor kiköpné a páncélt.
- Kék Yoshi: Ő repül amíg a Koopa Troopa a szájában van.
- Sárga Yoshi: Kisebb földrengést képes csinálni, amíg Koopa a szájában van, ezzel megöli a körülötte levő ellenségeket.
- Piros Yoshi: Ha kiköpi a Koopákat, tűzlabdát köp ki vele.

## Ellenségek
| - Amazing Flyin' Hammer Bros - Ball 'n' Chain - Banzai Bill - Beach Koopa - Big Blue Boo - Big Bubble - Big Steely - Bill Blaster - Blargg - Blurp - Bob-omb - Bony Beetle - Boo | - Boo Buddy Block - Boo Buddy Snake - Boo Buddy Swarm - Bullet Bill - Buzzy Beetle - Chainsaw - Chargin' Chuck - Cheep-Cheep - Circling Boo Buddies - Climbing Koopa - Dino Rhino - Dino Torch - Disappearing Boo Buddies | - Dry Bones - Eerie - Falling Spike - Fire Snake - Fishbone - Fishin' Boo - FIshin' Lakitu - Floating Mine - Flying Goomba - Fuzzy - Gold Bowser Statue - Goomba (Kuribon) - Gray Bowser Statue | - Grinder - Hothead - Jumping Piranha Plant - Kamikaze Koopa - Koopa Paratroopa - Koopa Troopa - Lakitu - Lil' Sparky - Magikoopa - Mechakoopa - Mega Mole - Monty Mole - Muncher | - Ninji - Parabomb - Paragoomba - Pencil Pillar - Pillar - Pipe Lakitu - Podoboo - Pokey - Porcu-Puffer - Rex - Rip Van Fish - Skull Box - Spike Pillar | - Spike Top - Spiny - Spiny Egg - Sumo Bros. - Super Koopa - Swooper - Thwimp - Thwomp - Torpedo Ted - Urchin - Volcano Lotus - Wiggler |

## Korábbi játékokból átvett elemek
Super Mario Bros. 3: Az egész játék alapja a Mario 3-ból indult ki, emellett a Sunken Ghost Ship a Halálhajó továbbgondolt változata. És a Koopalingek is akcióba lendültek.
Super Mario Bros. 2: Ninji és Pidgit ellenségek ebből a játékból vannak.

## Utalások a későbbi játékokban
Mario Paint, Mario's Time Machine és Mario is Missing: Sok hang van ebből a játékból, valamint a grafikai elemeket is innen vették át.
Super Mario Kart: Lakitu majdnem úgy néz ki, mint ebben a játékban, és több pálya is a Super Mario World alapján készült.
Super Mario World 2: Yoshi's Island: Bár a játék folytatásaént szánták, nagyon kevés elem utal erre a játékra. Yoshi a főszereplő, aki Baby Mariót ment meg.
Super Mario RPG: Legend of the Seven Stars: A Star World-öt itt is megtaláljuk, de Exor által le van rombolva. Yoshi's Island is visszatér, mint Yo'ster Isle. Az Overworld zene pedig altatódal a játékban.
Super Mario 64: A három kapcsoló a Super Mario World alapján készült.
Paper Mario: A víz alatti zene a Super Mario World víz alatti zenéje alapján készült.
Super Smash Bros. Melee: Van egy Super Mario World pálya, a Yoshi's Island, mely alatt az Athletic zene remixelve szól. Mario használhatja a köpenyt támadásként, valamint a Koopa Clown Car, melyen Bowser közlekedik trófeaként megszerezhető.
Mario & Luigi: Superstar Saga: A Woohoo Hooniversity szobában van négy kérdőjel-tégla, melyek az előző Mario játékokból vannak. Az egyik a Super Mario World-ből van.
Super Mario Sunshine: Amikor F.L.U.D.D. bescanneli Mariót az Iggy-vel való csatája látszik a háttérben.
Mario Party Advance: A játékban hallható az Overworld zene remixelve, és a Goombák is úgy néznek ki, mint ebben a játékban.
Super Smash Bros. Brawl: A játék rövid demója a Masterpiece-ben játszható, és visszatér a Yoshi's Island pálya. Mario köpenytámadását is újrahasználhatjuk, és Bowser is felpattan a Koopa Clown Car-jára a Subspace Emissary-ben.
New Super Mario Bros. Wii: Itt is ugyanúgy funkcionálnak a Yoshik, mint a SMW-ben.
Super Mario Galaxy 2: Több zene is újrahallható a játékban, valamint Yoshi hangja is hasonlít a Super Mario World-ben hallhatóval. Yoshi's House is visszatér a Sky Station Galaxy-ben.

## Értékelések és kritikák
A Super Mario World-ről szinte kivétel nélkül csak jó kritikák születtek. A Nintendo Power szerint minden idők 16. legjobb játéka. A GameRankings összesítőadatai szerint a játék átlagban 96%-os értékelést kapott. Nagyon sokan adtak 10 pontot 10-es skálán, de az IGN 8,5 pontra értékelte a 10-ből. Az SNES-hez képest kezdetleges grafikai megjelenítést kritizálták elsősorban.

## Érdekességek
- A játék fejlesztésében Miyamotót is beleszámítva csak 17-en dolgoztak a játékon, így 3 évig tartott a fejlesztése. Ebben a játékban is olyan nehézségekbe is ütköztek, mint a Super Mario Bros. 3 fejlesztései alatt, mivel eredetileg NES-re készült a játék. De épp az jelentett könnyebbséget, hogy végül átkerült SNES-re, ugyanis a konzol fejlettsége már tágabb tereket engedett a karakterek megjelenítésének, de azért látszik a játék grafikáján, hogy eredetileg NES-re tervezték.
- Mivel a játék a Dinoszauruszok földjén játszódik, ezért nem találkozunk Toaddal.
- Egyik Koopaling színe sem egyezik meg a leírásban látottakkal, kivétel Larry Koopa.